# Авраамий (епископ Коломенский)
Авраа́мий (ум. в 1502) — епископ Коломенский. Из игуменов Николо-Угрешского монастыря, рукоположен в епископа в 1491 году. В 1492 году присутствовал на Соборе, продолжившим Пасхалию на восьмую тысячу лет. В 1496 году участвовал в избрании троице-сергиевского игумена Симона в московские митрополиты, а в 1498 году в венчании на царство внука государя Ивана Великого, Великого Князя Дмитрия Ивановича.